# 坎辛·斯里诺克

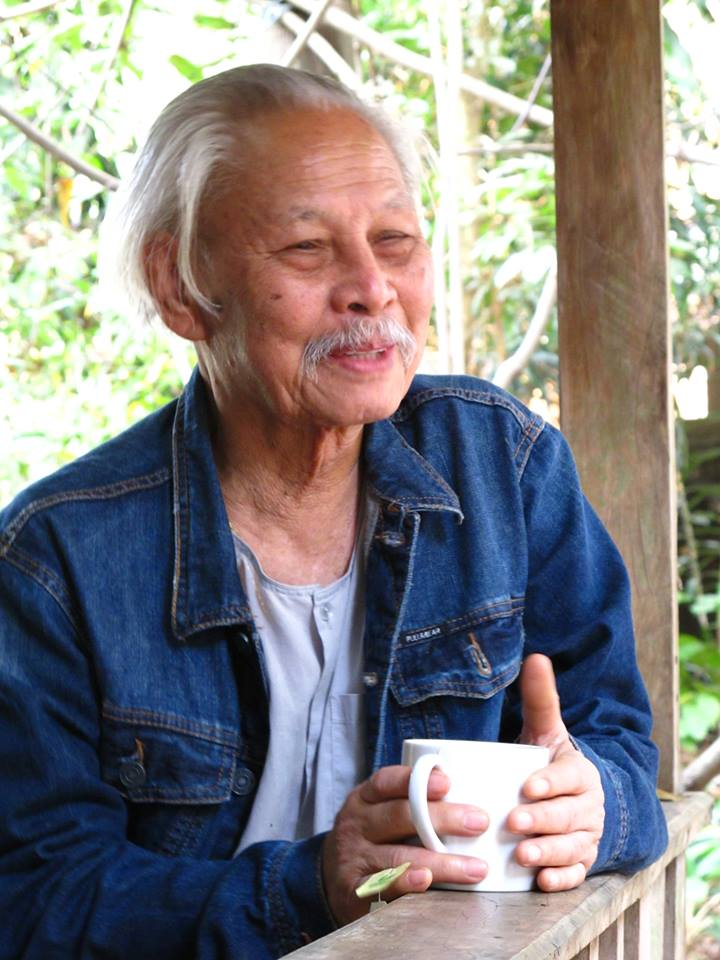
坎辛·斯里诺克

坎辛·斯里诺克是來自泰国依善地区的一位作家。他於1958年发表了一部讽刺短篇小说集。 1973年泰國學運爆發後，坎辛开始积极参与政治。 1976年10月6日法政大学大屠杀发生后，坎辛逃到老挝。泰國當局禁止出版他的作品。1981年，坎辛返回曼谷。